# Luca Bucaioni
Luca Bucaioni (ur. 11 sierpnia 1982 w Perugii) – włoski siatkarz, grający na pozycji rozgrywającego.
Jego żoną jest włoska siatkarka Chiara Arcangeli, z którą ma syna o imieniu Rafael.

## Przebieg kariery
| Siatkarz                  | Siatkarz                   | Siatkarz                   | Siatkarz                   | Siatkarz                   | Siatkarz                   | Siatkarz                   | Siatkarz                   | Siatkarz                   | Siatkarz                   | Siatkarz                   |                            |
| Lata                      | Klub                       | Klub                       | Klub                       | Klub                       | Klub                       | Klub                       | Klub                       | Klub                       | Klub                       | Klub                       | Klub                       |
| ------------------------- | -------------------------- | -------------------------- | -------------------------- | -------------------------- | -------------------------- | -------------------------- | -------------------------- | -------------------------- | -------------------------- | -------------------------- | -------------------------- |
| 1997–2003                 | Cus Perugia                | Cus Perugia                | Cus Perugia                | Cus Perugia                | Cus Perugia                | Cus Perugia                | Cus Perugia                | Cus Perugia                | Cus Perugia                | Cus Perugia                | Cus Perugia                |
| 2003–2005                 | RPA-LuigiBacchi.it Perugia | RPA-LuigiBacchi.it Perugia | RPA-LuigiBacchi.it Perugia | RPA-LuigiBacchi.it Perugia | RPA-LuigiBacchi.it Perugia | RPA-LuigiBacchi.it Perugia | RPA-LuigiBacchi.it Perugia | RPA-LuigiBacchi.it Perugia | RPA-LuigiBacchi.it Perugia | RPA-LuigiBacchi.it Perugia | RPA-LuigiBacchi.it Perugia |
| 2005–2006                 | Monini Spoleto             | Monini Spoleto             | Monini Spoleto             | Monini Spoleto             | Monini Spoleto             | Monini Spoleto             | Monini Spoleto             | Monini Spoleto             | Monini Spoleto             | Monini Spoleto             | Monini Spoleto             |
| 2006–2007                 | RPA-LuigiBacchi.it Perugia | RPA-LuigiBacchi.it Perugia | RPA-LuigiBacchi.it Perugia | RPA-LuigiBacchi.it Perugia | RPA-LuigiBacchi.it Perugia | RPA-LuigiBacchi.it Perugia | RPA-LuigiBacchi.it Perugia | RPA-LuigiBacchi.it Perugia | RPA-LuigiBacchi.it Perugia | RPA-LuigiBacchi.it Perugia | RPA-LuigiBacchi.it Perugia |
| 2007–2009                 | Monini Spoleto             | Monini Spoleto             | Monini Spoleto             | Monini Spoleto             | Monini Spoleto             | Monini Spoleto             | Monini Spoleto             | Monini Spoleto             | Monini Spoleto             | Monini Spoleto             | Monini Spoleto             |
| 2009–2010                 | RPA-LuigiBacchi.it Perugia | RPA-LuigiBacchi.it Perugia | RPA-LuigiBacchi.it Perugia | RPA-LuigiBacchi.it Perugia | RPA-LuigiBacchi.it Perugia | RPA-LuigiBacchi.it Perugia | RPA-LuigiBacchi.it Perugia | RPA-LuigiBacchi.it Perugia | RPA-LuigiBacchi.it Perugia | RPA-LuigiBacchi.it Perugia | RPA-LuigiBacchi.it Perugia |
| 2010–2011                 | Eurogroup Gela             | Eurogroup Gela             | Eurogroup Gela             | Eurogroup Gela             | Eurogroup Gela             | Eurogroup Gela             | Eurogroup Gela             | Eurogroup Gela             | Eurogroup Gela             | Eurogroup Gela             | Eurogroup Gela             |
| 2011–2012                 | Sir Safety Perugia         | Sir Safety Perugia         | Sir Safety Perugia         | Sir Safety Perugia         | Sir Safety Perugia         | Sir Safety Perugia         | Sir Safety Perugia         | Sir Safety Perugia         | Sir Safety Perugia         | Sir Safety Perugia         | Sir Safety Perugia         |
| 2012–2014                 | AMSLF Fréjus               | AMSLF Fréjus               | AMSLF Fréjus               | AMSLF Fréjus               | AMSLF Fréjus               | AMSLF Fréjus               | AMSLF Fréjus               | AMSLF Fréjus               | AMSLF Fréjus               | AMSLF Fréjus               | AMSLF Fréjus               |
| 2013 (od 11.01.2013)      | Comer Iglesias             | Comer Iglesias             | Comer Iglesias             | Comer Iglesias             | Comer Iglesias             | Comer Iglesias             | Comer Iglesias             | Comer Iglesias             | Comer Iglesias             | Comer Iglesias             | Comer Iglesias             |
| 2014–2015                 | Conad Reggio Emilia        | Conad Reggio Emilia        | Conad Reggio Emilia        | Conad Reggio Emilia        | Conad Reggio Emilia        | Conad Reggio Emilia        | Conad Reggio Emilia        | Conad Reggio Emilia        | Conad Reggio Emilia        | Conad Reggio Emilia        | Conad Reggio Emilia        |
| 2016–2017 (od 28.10.2016) | Gi Group Monza             | Gi Group Monza             | Gi Group Monza             | Gi Group Monza             | Gi Group Monza             | Gi Group Monza             | Gi Group Monza             | Gi Group Monza             | Gi Group Monza             | Gi Group Monza             | Gi Group Monza             |
| Trener                    |                            |                            |                            |                            |                            |                            |                            |                            |                            |                            |                            |
| Lata                      | Klub                       | Funkcja                    |                            |                            |                            |                            |                            |                            |                            |                            |                            |
| 2015–2016                 | LJ Volley Modena           | asystent trenera           |                            |                            |                            |                            |                            |                            |                            |                            |                            |
| 2017–                     | Saugella Monza             | asystent trenera           |                            |                            |                            |                            |                            |                            |                            |                            |                            |

## Sukcesy klubowe
Liga włoska:
- 2005

Puchar Challenge:
- 2010